# どぉーだ!Presents タカトシ牧場
『どぉーだ!Presents タカトシ牧場』（どぉーだプレゼンツ タカトシぼくじょう）は、北海道文化放送で放送され、芸人たちが牧場を運営するバラエティ番組である。
2007年4月7日から2009年3月28日まで放送された『タカアンドトシのどぉーだ!』の後継番組。その名残りとして冠名「どぉーだ!Presents」と題されるが、番組内容・企画・主旨は全く違う番組である。
なお、冠名の「どぉーだ!Presents」は『タカトシ牧場＋（プラス）』までの番組ロゴに表記されていたが、現在の『タカトシ牧場』では完全に外されている。

## 概要
『タカアンドトシのどぉーだ!』が2009年3月28日をもって、枠移動・番組内容を大幅に変更する形で終了。4月26日から日曜日12:57 - 13:55で『どぉーだ!Presents タカトシ牧場』として再スタートし、事前収録番組となった。引き続きタカアンドトシがメインを務め、博多華丸・大吉、ハリセンボン、ペナルティ、トータルテンボスら吉本興業所属芸人も引き続き、週代わりで出演する（週によってはコンビのメンバーのどちらか1人が出演する場合もある）。アシスタントに遠藤麗奈、札幌吉本興業所属の2009年デビューの新人芸人しろっぷが出演する。
古豪『新婚さんいらっしゃい!』『パネルクイズ アタック25』（共に朝日放送制作・道内はHTB）や『噂の!東京マガジン』（TBSテレビ・道内はHBC）、『たかじんのそこまで言って委員会』（読売テレビ・道内は札幌テレビ）としのぎを削った番組だったが、2011年4月22日からは放送時間を金曜未明（木曜深夜）に移動し、『タカトシ牧場＋（プラス）』としてリニューアルされた。また、この年には年数回程度、金曜日19時台（19:00 - 19:55）に『タカトシ牧場ゴールデン』と題した特別版も（『ペケ×ポン』の放送がない金曜日に）放送されていた。
2012年4月21日からは冠名の「どぉーだ!Presents」が外され、タイトルが『タカトシ牧場』になり、放送時間も毎週土曜18:30 - 19:00に変更された。また、2014年4月19日からは放送時間が毎週土曜17:00 - 17:30に変更された。2017年3月25日をもって終了。
末期はFNS 6地区にて放送されていた。
2017年5月5日から、毎週金曜19:00に時間移動および新番組として「発見!タカトシランド」を開始している。

## 牧場関連

### メインテーマ「タカトシ牧場」
タカトシ牧場は、北海道恵庭市にあるむらかみ牧場の一画を借り、牧場を拓き、主に酪農や野菜・花の栽培などを行い収穫する。他には、企業のスポット商品を開発する回や近隣の農場・牧場で研修をする回もあり、牧場の発展に労力する。

### タカトシ牧場「社訓」
一、乳をしぼれ 知恵もしぼれ!
一、芸を磨くなら鍬（くわ）を磨け!
一、なめられるのはソフトクリームだけ!
一、タカ社長は絶対!何があっても逆らうな!
一、I LOVE タカ社長!

### ユニフォーム
出演者全員オリジナルのツナギ（作業服）を着用して作業に取り掛かる。夏季は、半袖のTシャツ・ポロシャツを着て出演する。2010年9月5日放送分までツナギは、単一色のシンプルなツナギ。9月12日放送分より、ツナギがリニューアル（トシが考案）され、フード付きの白いツナギでホルスタインの斑柄模様。模様には、各出演者の色が付いたものとなった。背中と左胸の部分に牧場メインキャラクターの「カナウシ」がプリントされている。タカ・トシには、それぞれ社長・専務とネームが右胸に入り、タカのツナギは、ノースリーブ仕様（タカ以外は、長袖）。ちなみに、2010年9月12日放送分では、一部の芸人が旧ツナギを着用、翌週の2010年9月19日放送分では、メンバー全員新バージョンのツナギが着用された。

### キャラクター
番組ロゴマーク
2009年の収穫祭でモザイクタイルアートで描かれたり、牧場オリジナルの牛乳瓶にも描かれる。
※以下のキャラクターは、全てタカがデザインする。
カナウシ
メインキャラクターの乳牛（ホルスタイン）。神社のご神体として作成され、その他ガーデニングの回では、フラワーアートでも描かれた。番組Tシャツ・ツナギにもプリント柄にも使用される。名称の由来は、「願いが叶うウシ」。
青鬼
トシ専務がモチーフの青い鬼。牧場カレンダー・巨大絵馬などに描かれるキャラクター。
トシ専務
巨大でんでん太鼓にトシ専務の似顔絵が描かれた。

## 企画

### 主な企画・施設など
ガーデニング
2009年6月14日放送。牧場敷地内に様々な花の苗を植えフラワーアートを制作。
タカトシ牧場 収穫感謝祭（2009年）
2009年9月13日-10月11日放送。2009年9月12日に開催。畑で取れた農産物を用いスープカレーを作り、1000食を一般客へ無料配布。サイロにモザイクタイルアートを描き収穫感謝祭が開催された。6週に渡り準備からの開催までの模様と本編未公開集を放送した。
タカトシ牧場 フットサル部
2009年10月18日・2010年1月17日放送。ホームグラウンドは、「サッポロ・イーワン・スタジアム」。のスポンサー協力もありチームを結成。フットサルを一から勉強し、タカトシ牧場杯として大会を開催した。
タカトシ牧場 婚活部
2009年12月6日放送。タカトシ牧場婚活部農場・牧場の未婚者達の結婚活動をサポートをし、女性部員の募集もした。
タカトシ牧場 大忘年会
2009年12月20日 - 2010年1月10日放送。
タカトシ牧場神社
2010年2月7日放送。神体は、タカがチェンソーで作製したの木彫りのウシの像。鳥居も建てられた。豊栄神社の神主より、祈祷もされた。現在、一般公開されている。
タカトシの湯
2010年2月21日放送。ドラム缶で露天風呂（ドラム缶風呂）・足湯を制作、恵庭市にある「えにわの湯」より源泉を調達し、完成。その後、一般開放された。現在は、風呂は開放していない施設の展示のみ。
ピザ窯
2010年4月25日放送。ピザ窯を一から製作し、ピザが焼かれた。後に収穫祭でメロンパンが焼かれた。
タカトシ牧場 ふれあい動物広場
2010年4月25日・5月2日放送。2010年4月25日オープン。牧場内にウシ・ヤギ・ポニー・エミューなどの動物に触れ合える空間を製作され、一般開放された。
田んぼアート
2010年7月11日放送。田んぼに様々な品種の苗を植え田んぼアートを制作。
巨大おもちゃ
2008年11月15日放送、巨大でんでん太鼓を制作。2010年8月1日放送、巨大万華鏡・巨大クーゲルバーンを制作。
いかだ下り
2010年8月8日放送。札幌市にて毎年夏季に開催される「豊平川いかだ下り大会」に向けていかだを制作。オリジナルのいかだを3チームタカ号・トシ号としろっぷ号（しろっぷ）に分かれてそれぞれ制作された。大会では、ハプニング大賞を受賞した。
アウトドア料理
2010年8月15日放送。ボーイスカウト部長指導のもと子供達と一緒に炊事に挑戦した。缶ジュースのアルミ缶での米の炊飯、ポトフを作りに挑戦。子供達のためにバウムクーヘンを制作した。
書道
2010年9月12日放送。様々な材料でオリジナルの筆・半紙・墨（墨汁）を一から制作し、書が書かれた。
トシは「結婚」と書くつもりが「婚」の字を糸へんで書き、痛恨の誤字を全道に披露した。その後、書の審査の結果トシの字が選ばれた。
神輿
2010年9月29日放送。神輿を制作。ご神体のカナウシも載せられ完成した。
タカトシ牧場 収穫祭（2010年）
2010年9月11日札幌で開催。いままで制作された様々なものを札幌会場へ運び、収穫祭が開催された。メロンパン500食をピザ窯で焼き、コロッケ500食の計1000食を一般客へ無料配布を行った。

### オリジナル製品の開発
北海道の特産を活かして商品の制作をする。アイディアのみ提供し、以下の北海道企業が制作し、期間限定で店頭販売をする。

#### 柳月編
柳月の商品開発室長が取り仕切る。北海道内の全店舗で販売。

##### 2009年
- 第1弾 まきまきロール

まきまきロールは、ココアパウダーで牛の斑柄を表現したロールケーキ。
- 第2弾 タカトシュー

表面にチョコレート（チョコレートとホワイトチョコレートで黒白）でコーティングし、ウシの斑柄模様を表現をしたカスタードクリームタイプのシュークリーム。2009年6月26日発売開始。
- 第3弾 おいちーずケーキ

おいちーずケーキは、ココアパウダーで牧場キャラクター「カナウシ」を表現し、四角カップ入りのマスカルポーネとクリームチーズのチーズケーキ。
- タカトシュー チーズ味
- まきばの大福
- まきまきロール メイプル味
- まきばのプルプルプリン メープル味
- まきばのプルプルプリン チーズ味
- まきばのホワイトフロマージュ（クリスマスデコレーションケーキ）

##### 2010年
- 第1弾 ぼくらのモウモウクーヘン

2010年8月15日放送の「アウトドア料理」の回で作成したバウムクーヘンを基に作製を依頼。収穫祭にて様々な試作が出来上がり、来場者1000人に投票審査された。結果、チーズ味のものが選出された。
クリームチーズを使用の生地、チョコレートで牛の斑柄を表現した。2010年10月3日発売開始。

#### セブンイレブン編

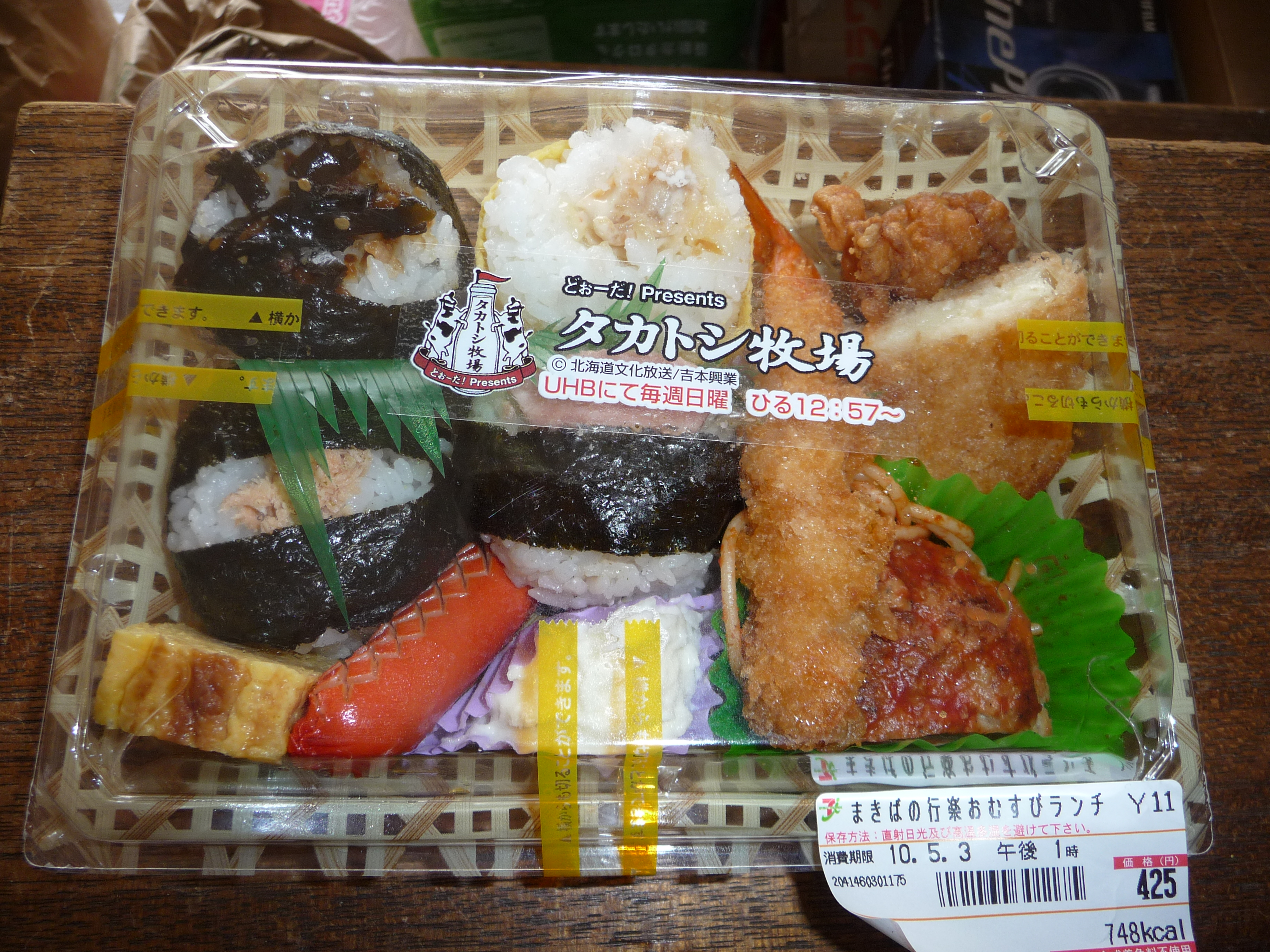
まきばの行楽おむすびランチ

セブンイレブンの北海道支社の営業部長が取り仕切る。北海道内の全店舗（一部を除く）で販売された。
2010年
- 第1弾 まきばのメイプル&ホイップパン

表面にココアパウダーとクッキー生地でウシの斑柄模様を表現したメイプルシロップ風味の生地（ホエー入り）とホイップクリームが入った菓子パン。2010年2月22日発売開始。
- 第2弾 まきばの行楽おむすびランチ

オニギリと様々な惣菜（ザンギ・コロッケなど）を詰め込んだ弁当。2010年4月25日発売開始。

#### むらかみ牧場編
タカトシ（むらかみ）牧場は、常時一般開放しており、牧場限定のオリジナル製品として開発。タカトシ牧場プロデュース製品もあるが独自に製品化したものがほとんど。
- タカトシ牧場牛乳

牛乳瓶にタカトシ牧場のロゴマーク入りの牛乳。
- まきばのソフトクリーム ミルク（レギュラー）
- メイプルソフト
- まきまきロール メイプル味

メイプルシロップ入りのロールケーキ
- 米粉のおかずクレープ

タカトシ牧場 B級グルメ開発の企画より誕生。

### エンディング前のコーナー

#### 番組終了時
タカトシ牧場 目安箱
「今週の目安箱」と題され放送。牧場に来場した一般者が目安箱に質問・希望などを投稿し、それを芸人たちが答える企画。登場する目安箱は、番組内で製作されたもの。
コーナー挿入曲は、暴れん坊将軍のテーマの開始部分。

#### 過去
Round1でどぉーだ!
ライセンス、ダイノジ、トータルテンボスなどコンビ芸人が進行する視聴者参加型のコーナー企画。番組開始時より放送していた。
公開収録日の北海道内のRound 1で様々なアトラクション勝負を行い、芸人も含めた勝負に勝利するとその芸人・Round 1より番組景品がもらえた。

## 出演者
※名前の後に記載している物は、出演日、番組で着ていたツナギの色。

### メイン
社長
- タカ（タカアンドトシ）

旧赤→新赤（ノースリーブタイプ）
専務
- トシ（タカアンドトシ）

旧青→新青

### レギュラー
以下の人物は、基本的に2週ごと交代で出演する。
従業員
- 博多華丸・大吉（博多華丸、博多大吉）

（2009年 - ）旧緑→新緑
- ライセンス（藤原一裕、井本貴史）

（2009年4月26日- ） 旧緑→新紫
- ハリセンボン（近藤春菜、箕輪はるか）

（2009年 - ）旧橙→新橙
※箕輪は結核のため一時期療養中だったが現在は復帰。
- ダイノジ（大地洋輔、大谷ノブ彦）

（2009年 - ）旧緑→新黒
- トータルテンボス（藤田憲右、大村朋宏）

（2009年 - ）旧緑
- オリエンタルラジオ（中田敦彦、藤森慎吾）

（2009年6月7日- ） 旧緑→新緑
- ペナルティ（ヒデ、ワッキー）

（2009年6月28日- ） 旧緑→新緑
- フットボールアワー（岩尾望・後藤輝基）

（2010年7月11日- ） 旧緑
- 平成ノブシコブシ（徳井健太、吉村崇）

（2009年7月12日- ） 旧青→新黒（ポロシャツは緑）
- NON STYLE（石田明、井上裕介）

（2009年7月12日- ） 旧青→新緑
- モリマン（ホルスタイン・モリ夫、種馬マン）

（2010年 - ）旧緑（ホルスタイン・モリ夫）・旧橙（種馬マン）
- フルーツポンチ（亘健太郎、村上健志）

旧緑
- しろっぷ（亀田純平、小原寛史）

2012年4月よりレギュラー従業員に昇格。2012年3月までは牧場管理芸人としてサポート側で出演。
- とにかく明るい安村

（2016年1月16日- ）
ゲスト従業員
- 藤本美貴

（2010年3月7日- ） 旧桃

### サポートレギュラー
牧場管理芸人
タカトシの雑用係・牧場の世話係を担当する。札幌よしもとの若手芸人を起用。
- しろっぷ（亀田純平、小原寛史）

（2009年5月3日 - 2012年3月） 旧緑→旧灰→新茶
牧場の出来事をブログにも連載する。放送開始前のタカトシ牧場管理芸人オーディションに合格したことにより、出演を果たす。2012年4月より牧場管理芸人からレギュラー従業員に昇格し、マックラマクラと交代する。
- マックラマクラ(ゾエ、木田大輔)

（2009年4月- ） 新茶
秘書
タカトシのアシスタントを担当する同局のアナウンサー。
- 遠藤麗奈

（2009年4月26日- 2012年3月） 旧桃→新桃
- 丹野麻衣子

（2013年4月13日- 2014年3月）新桃
- 染井明希子

（2014年4月19日- 2015年3月）新桃
ナレーター
- 上田なおみ

### 動物
- メイプル

ホルスタイン種のメス。牧場の初代アイドルウシ。番組協力のむらかみ牧場が所有。
タカ社長が「メイプルシロップ」より命名。しろっぷと橋田牧場のサポートにより共進会主催の品評会にも出場した。
- ホイップ

ホルスタイン種のメスでメイプルの仔。牧場の2代目アイドルウシ。番組協力のむらかみ牧場が所有。
タカ社長が「ホイップクリーム」より命名。
- メッシ

ボーダー・コリー種のオス、牧場のアイドル犬。2009年11月10日生。番組協力の高橋牧場が所有。
タカ社長が「リオネル・メッシ」より命名。

### 一般協力者
製品作りの回で出演される専門家。〇〇△△部長（〇〇→苗字、△△→担当）と紹介される。
- 牛部長（むらかみ牧場）
- 野菜部長（吉田農場） - 牧場では、ハクサイ・ナス・チンゲンサイ・ジャガイモ・ニンジン・ダイコンなどを生産。
- 米部長（大藤農園）
- 麦部長
- メロン部長（平野農園） - 牧場では、恵庭交配のエルシーメロンを生産。
- ケール部長
- 大工部長(青木大工部長 他界)
- 園芸部長
- 作業着部長（大志企画） - オリジナル作業着を制作。
- 菓子部長（柳月の商品開発室長） - オリジナルスウィーツを制作、タカトシに菓子作りのアドバイスを送る。
- ボーイスカウト部長
- コンビニ部長― 牧場の弁当提案。しかし、試食では、ヤ(8)ナ(7)プルパン(870円)やヤナプル弁当[豪華なボケ](8700円)<高すぎるから放棄>。
- ものづくり部長

### Round1のコーナー
Round1でどぉーだ（コーナー終了）
- レギュラー芸人（2週登場）
- 八木隆太郎（UHBアナウンサー）

2009年4月26日より、司会進行役を担当。
- どぉーだ!ガール2期生（澤田雅代、大塚麻公、クリスティーナ、あべみほ、2009年4月26日- ）

アシスタントを担当（交代で出演）。

## スタッフ
- 制作総指揮：大塚政人
- 構成：たちばなひとなり、はしもとこうじ、つちだだいすけ、宇田川岳史
- 撮影：長谷博康、高橋慎
- 音声：高橋寛之、平将史
- 照明：川崎秀司、新保健次
- 技術協力：ノーテレビスタッフ、バイルアップサウンズ
- 美術協力：北海道美術センター
- 協力：むらかみ牧場、吉田農場、大藤農園、平野農園
- タイトル：鈴木謙太郎
- テロップ：トップクリエーション
- ライン編集：島崎希望、佐々木塁
- MA：依本慎也
- 音響効果：千田耕平
- 庶務：高橋朋子
- AD：千葉まきのり、相原小夜
- AP：福良沙織
- 広報：奥村大輔
- ディレクター：湊寛、瀬戸工司、駒澤正人
- プロデューサー：稲冨聡
- チーフプロデューサー：橋田聡
- 制作協力：よしもとクリエイティブ・エージェンシー
- 制作著作：北海道文化放送

## エンディングテーマ
- YU-A 『逢いたい…』（2009年5月 - 9月）
- 西野名菜 『Heaven〜愛しい人へ〜』（2009年10月 - 12月）
- YU-A 『そばにいて、すぐ消えて。』（PV放送、2010年3月 - 6月）
- rhythmic 『キミに伝えたくて』（PV放送、2010年7月 - 8月）
- YU-A 『忘れられない恋』（PV放送、2010年9月 - ）

## 特別番組

### 総集編
- 2009年12月31日16:30 - 17:25

### タカトシ牧場ゴールデン
- ペケポンSP
- 歌うま王座決定戦
- その顔が見てみたい

## 関連番組
- タカトシ牧場+ご当地お届けか！？ - 毎週月曜21:54 - 22:00北海道文化放送にて放送。

## 番組史
- 2007年4月7日 - 『タカアンドトシのどぉーだ!』放送開始。
- 2009年3月28日 - 『タカアンドトシのどぉーだ!』放送終了。
- 2009年4月26日 - 『どぉーだ！Presents タカトシ牧場』放送開始。
- 2009年9月12日 - 『タカトシ牧場感謝祭』を開催（放送日：2009年9月20・27日）。
- 2010年9月11日 - 札幌で『タカトシ牧場感謝祭』を開催（放送日：2010年10月3・10日）。
- 2011年3月27日 - 『どぉーだ!presents タカトシ牧場』放送終了。
- 2011年4月21日 - 『タカトシ牧場＋（プラス）』としてリニューアルされ放送開始。
- 2012年3月22日 - 『タカトシ牧場＋（プラス）』放送終了。
- 2012年4月21日 - 『タカトシ牧場』としてリニューアルされ放送開始。
- 2014年4月19日 - 放送時間が変更。
- 2017年3月25日 - 放送終了。

## ネット局
- 2010年4月13日、関西テレビで毎週火曜1:59 - 3:00（月曜深夜）、2010年2月21日放送分（「タカトシの湯」）よりネット開始。同年10月12日放送分より、地方局番組枠として新設された「レットわ〜く!」枠内での放送となる（前番組の影響により放送時間は1:35 - 2:35へ変更）。2011年4月12日（同年4月3日放送分）で一旦打ち切られるも、同年10月18日（同年9月16日分）よりネット再開となり、ゴールデンSPも放送枠を拡大して放送されていた（第2弾より）。2016年8月時点では、未明および早朝での不定期放送状態となっていた。
- 岩手めんこいテレビでは、2015年10月より毎週土曜17:00 - 17:30に放送。
- 秋田テレビでは不定期に放送されていたが、2012年4月6日より毎週金曜 16:23 - 16:53でレギュラー放送開始。その後、毎週金曜 16:21 - 16:50、毎週木曜 1:35 - 2:05（水曜深夜）、毎週日曜 1:35 - 2:05（土曜深夜）、毎週火曜 0:50 - 1:20（月曜深夜）を経て2016年10月7日より毎週金曜 2:20 - 2:50（木曜深夜）に移動。
- さくらんぼテレビでは2012年4月7日から毎週土曜10:25 - 10:55に放送されていたが、打ち切りとなった。
- 福島テレビでは2012年4月2日から毎週月曜15:30 - 16:00に放送していたか2016年打ち切り。
- テレビ新広島では、編成調整時の穴埋めとして不定期放送されていた。
- テレビ愛媛でも不定期放送されていたが、2014年10月より毎週日曜9:30 - 10:00でレギュラー放送を開始したが、ネット打ち切りとなった。
- 沖縄テレビでも編成調整時の穴埋めとして不定期放送されていた。幅広い時間帯の埋め合わせとして放送されており、多い時には週に3 - 4回放送されることもあった。
- 富山テレビでは、2012年2月頃から2013年3月24日まで放送されていた（打ち切り時点で日曜 12:30 - 13:00）[4]。また、5月12日には「ゴールデン」も時差ネットされた。
- テレビ西日本では、毎週金曜2:25 - 2:55（木曜深夜）に放送。2016年12月までは、毎週水曜2:05 - 2:35（火曜深夜）に放送していた。
- 新潟総合テレビ[注釈 4]では、主に水曜深夜など、不定期放送していたが、2016年2月10日より毎週水曜16:22 - 16:50（2016年4月より毎週水曜16:20 - 16:50）でレギュラー放送開始。
- BSフジにて過去に放送されていたことがある。（2012年4月5日から毎週木曜日18:00 - 18:55の「はっけんNIPPON」枠、2012年10月7日から毎週日曜日12:00 - 12:55枠にて）
- TOKYO MXでは2016年11月13日から毎週日曜日14:30 - 15:00でレギュラー放送開始。しかし、編成の都合で休止が多かった。
- BS12 トゥエルビでは2021年7月から20:00 - 20:30（BS12 プロ野球中継放送日は21:00 - 21:30）でレギュラー放送開始。